# Innamorarsi Alla Mia Età
Innamorarsi Alla Mia Etá es un álbum del cantante español Julio Iglesias, publicado en 1979 en Italia que incluye sus canciones en italiano. 

## Lista de Canciones
1. Non si vive così (Me Olvide de Vivir) (Billion, Revaux, Belfiore) 4:47
2. Innamorarsi alla mia età (Voy a perder la cabeza por tu amor) (Alejandro, Magdalena, Belfiore) 5:09
3. Quasi un Santo (Pobre Diablo) (De La Calva, Arcusa, Iglesias, Belfiore) 2:58
4. La nostra buona educazione (Viejas Tradiciones) (Genovese, Belfiore) 3:42
5. Un giorno tu un giorno io (Un Día Tu Un Día Yo) (De La Calva, Trim, Arcusa, Belfiore) 3:00
6. Se tornassi... (Por un poco de tu amor) (Hammond, Gomez, Belfiore) 2:48
7. A meno che (Preguntale) (Iglesias, De La Calva, Arcusa, Belfiore) 4:51
8. Quando si ama davvero (Quiéreme Mucho) (Roing, Belfiore) 4:15
9. Chi mi aspettava non è più la (No Vengo Ni Voy) (Ramos, Belfiore) 3:30
10. Amo te (Como Tú) (De La Calva, Trim, Arcusa, Belfiore) 3:33

## Categorías
- Datos: Q3798885